# 303-я стрелковая дивизия (1-го формирования)

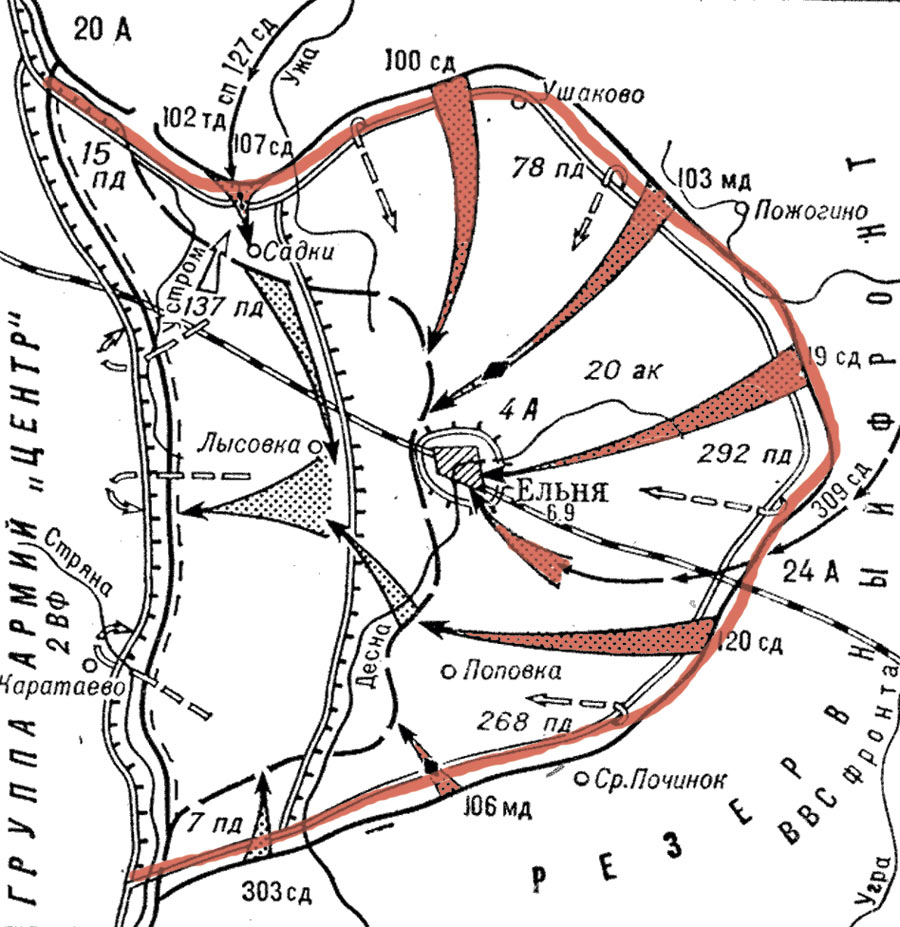
Схема Ельнинской наступательной операции. Дислокация формирований, перед Ельнинским выступом, на 29 августа 1941 года.

303-я стрелковая дивизия (303 сд) — воинское соединение Вооружённых Сил СССР, принимавшее участие в Великой Отечественной войне.
Боевой период: с 4 августа 1941 г. по 27 декабря 1941 г.

## История
303 сд была сформирована в июле 1941 года в Воронеже в соответствии с постановлением Государственного Комитета Обороны № ГКО-207сс. Вскоре её перебросили под Ельню, где она приняла участие в Ельнинской операции в составе южной ударной группы войск. В начале операции дивизия располагалась у д. Строины, откуда должна была наступать навстречу северной группе войск. Полоса её наступления составляла 8 км, участок прорыва — 3 км. В ходе ликвидации ельнинского выступа 303 сд понесла большие потери. На 12 сентября в её составе насчитывалось 2930 человек.
После Ельнинской операции 303 сд перешла в оборону. 15 суток она прочно удерживала свои позиции, однако в начале октября немцы прорвали оборону Западного фронта в районе Рославля и устремились к Москве. 1-го октября дивизия получила приказ о передачи её 49-й армии и выдвижении к станциям Павлиново и Спас-Деменск для отправки на юго-запад. 2 октября 139-я стрелковая дивизия сменила части 303 сд, которая начала сосредотачиваться в районе Ивановки — Мутища — Заднего Починка. 3-го числа в связи с приближением немцев 303 сд начала срочно отходить на северо-восток.
7 октября немецкие войска прорвались к Вязьме, образовав Вяземский котёл, в котором оказалось большое количество советских войск, в том числе и 303 сд. 27 декабря 1941 года дивизия была расформирована как погибшая. Небольшой сводный отряд под руководством командира дивизии в декабре вышел из окружения.
Приказом Сибирского военного округа № 0093 от 3 декабря 1941 года в Кузбассе началось формирование 448-й стрелковой дивизии с 9 декабря. Приказом № 0010 от 13 января 1942 года ей была присвоена нумерация 303-й стрелковой дивизии.

## Состав
- управление
- 845-й стрелковый полк (комиссар полка Пузыревский А. М., начальник штаба Сапрыкин В. А.)
- 847-й стрелковый полк (командир полка майор Смирнов Ксенофонт Андрианович)
- 849-й стрелковый полк
- 844-й артиллерийский полк
- 566-й отдельный зенитный артиллерийский дивизион
- 365-я разведывательная рота
- 561-й сапёрный батальон
- 741-й отдельный батальон связи
- 309-й медико-санитарный батальон
- 374-я отдельная рота химзащиты
- 736-й автотранспортный батальон
- 393-й полевой автохлебозавод
- 663-й дивизионный ветеринарный лазарет
- 968-я полевая почтовая станция
- 852-я полевая касса Госбанка

## В составе
| На дату    | Фронт (округ)           | Армия      |
| ---------- | ----------------------- | ---------- |
| 01.08.1941 | Орловский военный округ | -          |
| 01.09.1941 | Резервный фронт         | 24-я армия |
| 01.10.1941 | Резервный фронт         | 49-я армия |
|            |                         |            |

## Командиры
Командиры дивизии
- Руднев, Николай Павлович (июль — сентябрь 1941), полковник
- Моисеевский, Александр Гаврилович (сентябрь — 27 декабря 1941), полковник.

Начальники штаба дивизии
- Федотов, полковник

Комиссары дивизии
- Голубев, Александр Аркадьевич, полковой комиссар (пропал без вести)